# 영남알프스
영남알프스(嶺南알프스, Yeongnam Alps, 천혜의 비경)는 대한민국 영남 동부 지역에 위치한 해발 1,000m 이상의 산악군을 유럽의 알프스산맥에 빗대어 이르는 말이다. 태백산맥의 남쪽 끝자락에 자리하고 있으며, 낙동강과 평행을 이루며 형성되어 있다. 울산광역시 울주군 상북면 등억리, 경상남도 밀양시, 양산시, 경상북도 청도군, 경주시의 5개 시군에 걸쳐 형성되어 있다.
이 일대는 높은 봉우리들과 산 줄기는 수려한 경관으로 인하여 인기 있는 등산 코스가 많으며, 일부는 가지산 도립공원으로 지정되어 관리되고 있다. 인근 계곡은 여름철 물놀이 명소로도 유명하여, 펜션이나 수련회장 등도 다수 영업하고 있다. 또한 주변에 이름 높은 사찰들이 분포하고 있다.

## 개요
영남 알프스는 울산, 밀양, 양산, 청도, 경주의 접경지에 형성된 가지산을 중심으로 해발 1000m 이상의 8개의 산이 수려한 산세와 풍광을 자랑하며 유럽의 알프스와 견줄 만 하다 하여 붙여진 이름이다.
울산은 울주군 상북면ㆍ삼남면에 밀양은 산내면ㆍ단장면에 양산은 하북면ㆍ원동면에 청도는 운문면에 경주는 산내면에 걸쳐 있다.
가지산(1,241m), 간월산(1,069m), 신불산(1,159m), 영축산(1,081m), 천황산(1,189m), 재약산(1,108m), 고헌산(1,034m)의 7개 산을 지칭하나, 운문산(1,188m)을 포함 시키기도 한다. 그 중에서 신불산, 가지산, 재약산은 산림청 및 블랙야크에서 선정한 대한민국 100대 명산에 속하며, 운문산은 산림청 선정 대한민국 100대 명산 및 블랙야크 선정 대한민국 100대 명산+에 속한다.
영남알프스는 전체 면적이 약 255km2이며, 가을이면 곳곳의 황금 억새평원에 나부끼는 순백의 억새가 환상적이라 전국 등산객들의 발길이 끊이지 않고 있다. 그래서 한강 이남에서는 가장 아름답다는 평가를 받고 있다. 신불산과 취서산(영축산) 사이의 평원에 1,983,471m2 (약 60여만 평), 신불산과 간월산 사이의 간월재에 330,578m2 (약 10만여 평), 고헌산 정상 부근에도 661,157m2 (약 20여만 평)의 억새 군락지가 형성되어 있으며, 특히 재약산과 천황산 동쪽의 사자평은 4,132,231m2 (약 1백 25만여 평)이라고 알려져 있다.
영남알프스에는 1979년 자연공원법에 의하여 가지산도립공원으로 지정된 공원이 있다. 이 공원은 양산시 하북면 일대의 통도사 지구(28.31km2)와 내원사 지구(44.69km2) 및 울주군 상북면 일원의 석남사지구(30.07km2)등으로 구역이 나누어져 있으며, 경관이 수려하고 유서 깊은 이 3개 지구를 하나의 권역으로 하여 국민 휴양 및 정서 함양에 이바지하기 위한 목적으로 지정되었다.
영남알프스에는 통도사, 운문사, 석남사, 표충사 등의 문화 유적지 또한 즐비하고, 절경과 전설들이 도사리고 있다.
영남알프스의 기암 절벽들은 옛날에 화산 활동에 의한 것으로 알려져 있다. 영남알프스에서 가지산에는 현재 760여 종의 식물과 대한민국의 전체 450여 종의 새 가운데 100여 종의 새가 살고 있어 자연이 만든 거대한 동ㆍ식물원이라 불리고 있다.

## 지명 유래
울산광역시 울주군 상북면에 있던 '등억리'가 알프스를 붙여 등억알프스리라고 불렀다. 이 일대에 배내골, 에덴벨리 리조트등 영남 지방의 휴양 시설이 위치해있다.

## 주요 봉우리
- 가지산(迦智山), 1240.914m, 35.62027422N, 129.00293919E, 삼각점
- 신불산(神佛山), 1159.3m, 35.539368N, 129.054105E
- 천황산(天皇山), 1189.0m, 35.55792N, 128.97224E
- 운문산(雲門山), 1195.1m, 35.615506N, 128.959725E
- 재약산(載藥山), 1119.1m, 35.54542N, 128.98056E
- 간월산(肝月山), 1069.16m, 35.55213N, 129.04020E
- 영축산(靈鷲山), 1082.235m, 35.51602153N, 129.05267669E, 삼각점
- 고헌산(高獻山), 1034.1m, 35.6416997N, 129.0886399E

## 주요 사찰
- 통도사
- 석남사
- 운문사
- 표충사

## 주요 명소
- 얼음골
- 배내골
- 재약산 사자평 억새밭
- 신불산 억새평원
- 가지산 쌀바위
- 파래소폭포
- 백연폭포
- 언양 자수정 동굴나라
- 통도환타지아

## 경유 버스
- 양산 버스 1000

## 같이 보기
- 한국의 산
- 낙동정맥